# William Arthur Smith Benson

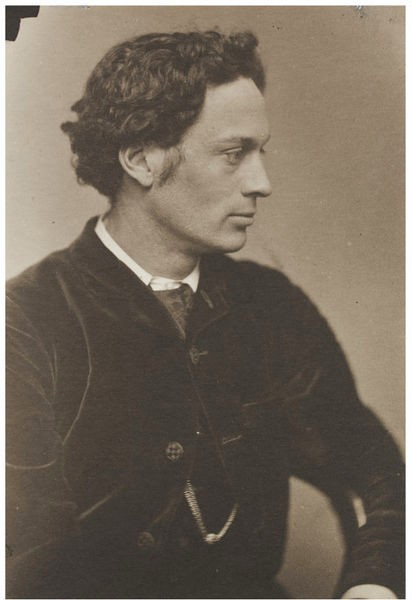
William Arthur Smith Benson fotografiert von Frederick Hollyer um 1900

William Arthur Smith Benson (* 17. Oktober 1854 in Paddington, Middlesex; † 5. Juli 1924 in Manorbier, Pembrokeshire) war ein englischer Kunsthandwerker und Designer. Benson war ein Gründungsmitglied der Gilde der Kunsthandwerker 1884.

## Jugend und Ausbildung
W.A.S. Benson, (Kurzform seines Namens) war der älteste Sohn von William Benson (1816–1887), Rechtsanwalt in Lincolns Inn, und dessen Frau, Elizabeth Soulsby, Tochter von Thomas Smith von Colebrook Park (Tonbridge, Kent). Er hatte zwei Schwestern und drei Brüder: Francis Robert Benson, Schauspieler, und Godfrey Rathbone Benson, 1. Baron Charnwood. William war der am wenigsten kontaktfreudige unter seinen Geschwistern. Vom jungen Benson, der in einem komfortablen Haus in Winchester, Hampshire aufwuchs, wurde erwartet, dass er in die Fußstapfen seines Vaters trat und auch Anwalt wurde. Er hielt sich gern bei seinem Onkel, William Arthur Smith, auf, der den Jungen an die Drehmaschine und den Grundlagen der Mechanik heranführte.
Zuerst besuchte William die Darch’s Preparatory School in Brighton, Sussex, und danach das Winchester College. 1874 trat er in das New College, Oxford, ein, wo Benson Klassische Philologie und Philosophie studierte. Er kämpfte sich durch bis zum Abschluss und entschied sich dann aber für eine Lehre in dem Londoner Architekturbüro Basil Champneys weil er meinte, dass er mit einer Ausbildung in der Architektur seine Interessen in der Kunst und Mechanik vereinen könnte. Er blieb bis 1880 in Champneys Büro am Queen Square 32, merkte aber bald, dass er lieber mit seinen Händen arbeiten wollte.

## Berufsfindung
Zufällig machte Benson 1877 die Bekanntschaft von Edward Burne-Jones und dessen Kreis, durch den er 1878 auch William Morris traf. Dieses Zusammentreffen war der Auslöser für Bensons Karriere als Kunsthandwerker. Er begann mit Entwürfen für Möbel und Metallarbeiten und half Burne-Jones mit einer Zeichnung für ein Piano. Burne-Jones ermutigte Bensons Interesse, Dinge herzustellen, und es wird angenommen, dass Benson viele von den romantischen, ritterlichen Rüstungen entworfen hat sowie Modelle von Schiffen und Kronen, die in Burne-Jones Gemälden dargestellt wurden. 1884 saß er Modell für den König in Burne-Jones Gemälde „King Cophetua and the Beggar Maid“.

## Die eigene Werkstatt
Durch die Ermutigung von Burne-Jones und Morris und einer kleinen finanziellen Unterstützung von seinem Vater richtete er 1880 seine erste Werkstatt in der North End Road, Fulham, ein, wo auch Burne-Jones wohnte. Hier arbeitete er mit wenigen Arbeitern, die mit per Fuß angetriebenen Drehmaschinen die Metallteile aus Kupfer und Messing für seine schön geformten Haushaltsgegenstände herstellten.
Mit Unterstützung von William Morris spezialisierte er sich auf Kunstschmiedearbeiten.
Benson wurde von Burne-Jones gebeten, dessen Haus in Rottingdean, das dieser im September 1880 gekauft hatte, umzubauen. Aus den „Memorials“ von Lady Burne-Jones wurde bekannt, dass Benson auch die Eichenmöbel entwarf. Als sich 1889 die Möglichkeit ergab, auch das Nachbarhaus zu kaufen, bat Burne-Jones wiederum Benson um seine Hilfe als Architekt und er verband beide Häuser durch ein Atelier.  Durch Margret Burne-Jones lernte Benson auch seine Ehefrau kennen.
Am 26. Oktober 1886 heiratete Benson Venetia Hunt, die Tochter des Landschaftsmalers Alfred William Hunt. Sie hatten keine Kinder. Venetia war ein Segen für diesen träumerischen und unordentlichen Mann. Es war auch von Vorteil, dass Venetia aus einer künstlerischen Familie kam, die gesellig und gut vernetzt war mit reichen Leuten, – sie selbst war John Ruskins Patenkind – die aufgeschlossen waren für alles Neue und Bensons Lichtausstattung kauften. Sie war auch eine moderne Frau, die gerne in Warenhäusern einkaufte und modernen Sport und Spiele liebte. Viele seiner Kunden waren von dem jungen, träumerischen Designer angetan, jedoch irgendwie schockiert, wenn sie ihn in seiner Werkstatt besuchten, die voller Maschinen und chemischen Lösungsmitteln war.

## Die EYOT Werke
1890 baute er die EYOT Werke auf einem großen Grundstück in Eyot Garden, St Peter’s Square, Hammersmith, nicht weit von Morris Kelmscott Haus. Morris gab ihm den Spitznamen „Brass Benson“ (Messing Benson). Die Firma begann jetzt mit der Massenproduktion von Haushaltswaren in Kupfer von Kesseln bis zu Kaminschirmen. Benson entwickelte auch einen Lack als Anlaufschutz für seine Kupferwaren, der diese versiegelte. Das Unternehmen war sehr erfolgreich und viele von Bensons Entwürfe wurden patentiert.
Teilweise konstruierte er für seine Arbeiten besondere Maschinen und Werkzeuge und beschäftigte über 100 Arbeiter. Anders als die Mitglieder der Arts und Craft Bewegung, wollte Benson seine Objekte durch die maschinelle Massenproduktion möglichst vielen Menschen zugänglich machen.
Benson kaufte ein Atelier, das er als Büro nutzte, und einen Ausstellungsraum auf der Campden Hill Road, zentral gelegen für den „Holland Park set“ The Holland Park Circle, artist houses on Holland Park Road and Melbury Road.
Im Jahr 1887 eröffnete er einen Ausstellungsraum in 82 und 83 New Bond Street. Bensons Waren wurden dort und auch von der Firma Morris & Co. in dessen Geschäft in der Oxford Street verkauft.
Zuerst (Ende der 1880er Jahre) waren seine Lampen noch für Öl vorgesehen. Aber mit der Erfindung der Glühlampe und der Verbreitung der Elektrizität konnte Benson auch das Lampenschirme mit Glas von James Powell aus Whitefriars nutzen, dessen Vaseline-Glas ein besonders schönes Licht gab.
Samuel Siegfried Bing bewunderte Bensons Arbeiten und verkaufte sie in seinem Geschäft, dem einflussreichen Maison L’Art Nouveau in Paris.
1908 hat Benson zusammen mit John Dearle zwei Tapetenmuster entworfen, die von Jeffrey (manufacturer) gedruckt worden, ebenso entwarf er auch Möbel für J. S. Henry & Co. und Feuerroste usw. für die Coalbrookdale und Falkirk Giesserei.
Nach dem Tod von William Morris 1896 wurde Benson Geschäftsführer der William Morris & Co. Decorators Ltd. bis er 1920 in den Ruhestand ging und auch seine Firma verkaufte. 1899 entwarf er für Morris & Co. einen Schrank aus Rosenholz mit Einlegearbeiten aus verschiedenen Holzarten. Die Türen waren mit Metall eingefasstem Glas verziert.
1924 starb er in seinem Haus „Castle Cottage“, in Manorbier, Pembrokeshire, Wales.

## Werke

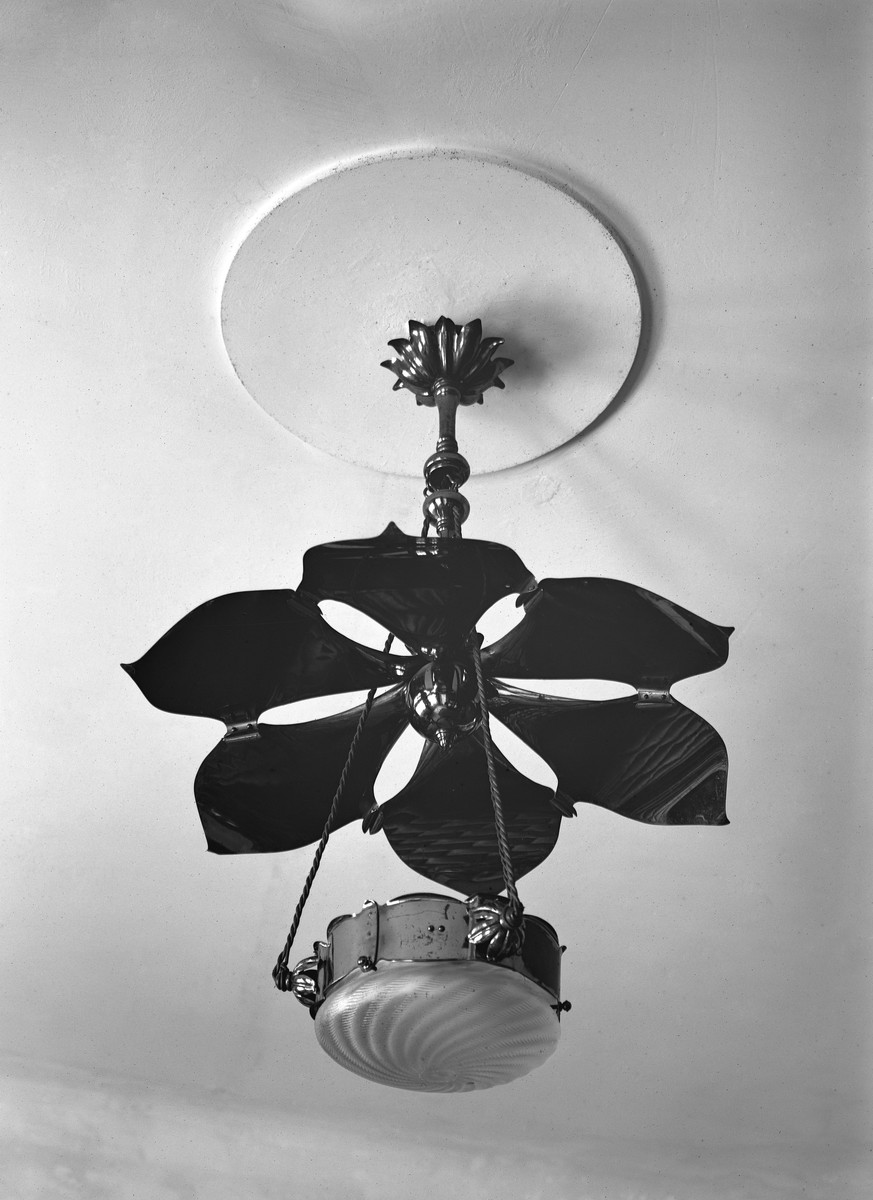
Benson Lampe in der Hagener Jugendstilvilla Hohenhof

- Metal Work. In: Arts and Crafts Essays By members of the Arts and Crafts Exhibition Society. With a preface by William Morris. Rivington, Percival, & Co., London 1893, Textarchiv – Internet Archive.